# تقمل
التقمل يعدّ التقمّل من الأمراض الجلديّة المزعجة الّتي تصيب الرّأس والجسم، وكثيرٌ من الناس ينزعجون منه ويبحثون عن علاجٍ دائم له. وتتسبب به حشرة القمل، وهي نوع من الحشرات الصغيرة يقارب حجمها حجم حبة السمسم تقريبا، تحيا في شعر الإنسان أو في ثنيات الجلد مثل الإبطين أو العانة أو باطن الفخد وخلف الأذنين، وتتغذى حشرة القمل بامتصاصها الدم من خلال ثقوب مجهرية بنسيج الجلد في المكان الذي تلتصق به.

## خصائص القمل
1. تتغذّى هذه الحشرة على دم الإنسان.
2. تعدّ صغيرة؛ فهي تكاد تكون بحجم حبّة السمسم.
3. لها ستّة أرجل.
4. تتشبّث على فروة الرّأس والعنق.
5. تبيض هذه الحشرة، ويلتصق بيضها على الشّعر قرب فروة الرأس، ويصعب رؤيته.

## علاج التقمل
لا يمكن أن يتمّ التخلّص من القمل تلقائيّاً؛ فهناك بعض الخطوات الّتي لا بدّ من اتّباعها للتخلّص من القمل في الشعر، ومنها:
يجب العلاج بالشّامبو الخاص بالقمل، ومن الضروري اتّباع التّعليمات المكتوبة عليه.
يجب استخدام المشط المخصّص للقمل والصئبان.
يفضّل استخدام المايونيز والخل الأبيض، أو زيت شجرة الشاي؛ فهذه المكوّنات فعّالة في التخلّص من القمل؛ فالمايونيز الكثير يخنق القمل إذا وضع على الشعر، ويقوم الخلّ بدوره بإذابة الصمغ الّذي يساعد الحشرة بأن تبقى عالقةً على الشعر.
ومع أنّ القمل لا يبقى لفترة طويلة على الفراش إلّا أنّه من الأفضل التخلّص منه عن طريق غسل الفراش والملابس الّتي كان يرتديها الشّخص المصاب بالقمل.